# Batalla de Tolbiac (496)
La batalla de Tolbiac fue un enfrentamiento librado en el 496 entre los francos y los alamanes. El topónimo «Tolbiac» o «Tulpiacum» corresponde a una ciudad de la antigua Galia, ahora llamada Zülpich (Renania del Norte-Westfalia) cercana a Colonia, a 60 km al este de la actual frontera germanobelga. También se conoce como victoria de Tolbiac a esa victoria conseguida por Clodoveo I frente a los alamanes, en un punto no determinado del curso medio del Rin. Los historiadores, siguiendo a Gregorio de Tours en su Histoire des Francs, la sitúan en el año 496, aunque algunas revisiones más recientes creen que tuvo lugar en 506.
Los francos vencieron y establecieron su hegemonía sobre los alamanes. Se dice que Clodoveo atribuyó su victoria al voto que había hecho de convertirse al cristianismo si ganaba con la ayuda del Dios cristiano. Clodoveo se había casado con una princesa burgundia cristiana, llamada Clotilde. Clodoveo recibe entonces el bautizo con unos tres mil guerreros de las manos de San Remigio en Reims, el 25 de diciembre de 496 (algunas fuentes lo sitúan en el año 499). Este bautizo se convirtió en un suceso significativo en la historia de Francia, y casi todos los reyes franceses fueron a partir de entonces consagrados en la catedral de Reims, hasta 1825, fecha en la cual el rey Carlos X de Francia accedió al trono.

## La situación antes de la batalla

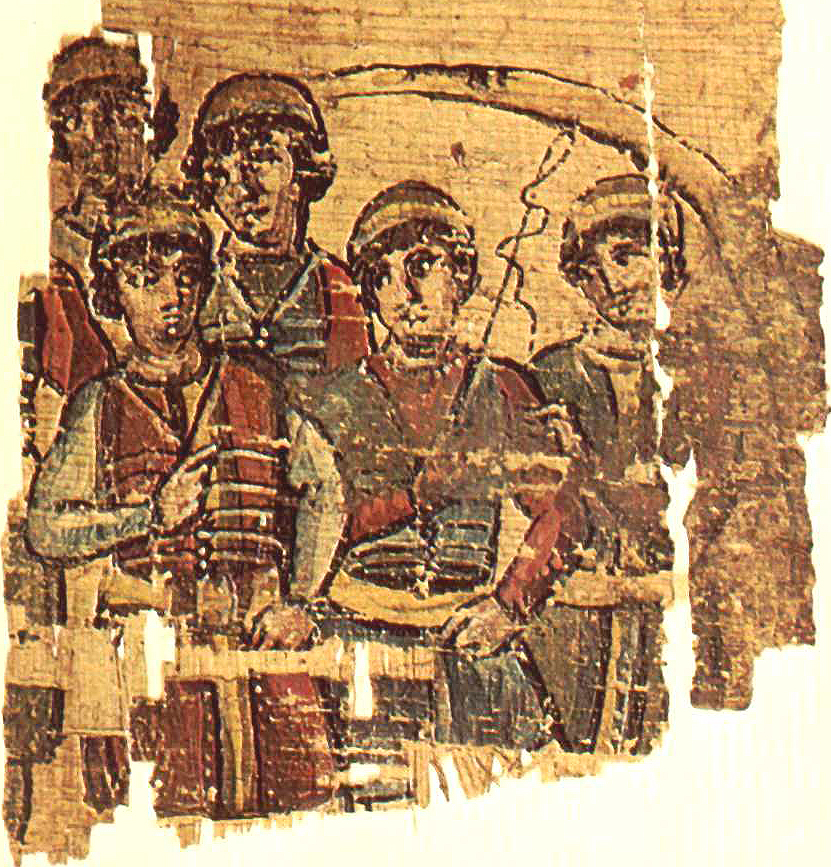
Soldados en un papiro del.

Los francos estaban divididos en dos pueblos vecinos y aliados, los francos salios cuyo rey era Clodoveo I y los francos ripuarios que tenían como rey a Sigeberto el Cojo (?-508, asesinado) y cuya capital era Colonia. Los ripuarios tenían por vecinos a los terribles alamanes, una confederación de pueblos germánicos que igualaban en valor a los francos. Alamanes y ripuarios tenían frecuentes incidentes fronterizos y se multiplicaban los saqueos y las incursiones punitivas. Parece que en el año 496, los ripuarios sufrieron una verdadera invasión y llamaron a Clodoveo en su socorro.
Clodoveo respondió positivamente a su aliado y organizó un ejército. En general, se acepta que Sigeberto defendió Tolbiac y que su ejército sufrió graves pérdidas. Hubo, por tanto, dos batallas en Tolbiac.

## La batalla
Poco se sabe de la batalla, salvo que los ripuarios probablemente no fueran de ninguna ayuda en la primera batalla. Puede ser que los guerreros de Clodoveo fueran los menos numerosos. En cualquier caso, lo que se sabe es que Clodoveo consideró que podría perder la batalla y pensó en escapar. Invocó entonces al dios único de su esposa Clotilde:
Dios de Clotilde, ven en mi socorro (en francés moderno «Dieu de Clotilde, viens à mon secours»)
Los alamanes comenzaron a retroceder debido a que su líder acababa de caer muerto. Los francos masacraron finalmente a los alamanes.

## Las consecuencias

Maniobras durante la batalla.

Los alamanes abandonaron el curso superior del Rin, que fue ocupado por los francos ripuarios ante la ausencia de interés de Clodoveo, que dejó todo a su aliado y eso le permitió recabar luego su ayuda, la de Sigeberto y sus sucesores, durante la conquista de la parte francesa del reino visigodo, es decir, Aquitania, Midi-Pyrénées y Poitou-Charente. Auvernia fue conquistada por los burgundios, y los visigodos recuperaron el Languedoc después de haberlo perdido. Los burgundios fracasaron en la conquista de Provenza.
Otra consecuencia fue la conversión de Clodoveo I a la religión católica después de una larga reflexión (por lo general, los historiadores creen que su conversión fue en el año 498 o 499), lo que le granjeó la colaboración de todos los cristianos de los países vecinos, así como la del clero, que llegaría a ser influyente. Por otra parte, permitió a Clodoveo transformar sus conquistas en cruzadas y cristianizar sus nuevos territorios o bien eliminar el arrianismo, que era considerado por el clero como una herejía.